# Giovanni Pietro Maffei
Pour les articles homonymes, voir Maffei.
Giampietro Maffei, né en 1533 à Bergame (Lombardie, Italie) et décédé le 19 octobre 1603 à Tivoli (Latium, Italie), était un prêtre jésuite italien, historien et écrivain du XVIe siècle.

## Biographie
Giovanni Pietro Maffei naît à Bergame en 1535, d'une famille noble mais pauvre, et est instruit par Basile et Chrysostome Zanchi, ses deux oncles maternels, dans la connaissance de la littérature et des langues anciennes et modernes. Il accompagne son oncle Basile à Rome, où il recherche la société des hommes les plus instruits, tels qu'Annibal Caro, Paul Manuce et son fils Alde et Silvio Antoniano, dont il met à profit les sages conseils. La mort de son oncle détruit bientôt toutes les espérances de fortune qu'il fondait sur son crédit. Il accepte, en 1563, la chaire d'éloquence qu'on lui offre à Gênes avec un traitement assez avantageux. Il joint l'année suivante, à cette place, celle de secrétaire de la République, et espère un avancement rapide, lorsque tout à coup il revient à Rome, et entre chez les jésuites le 26 août 1565. C'est alors qu'il commence à s'intéresser à l'histoire, traduisant en latin l’Historia da missões do Oriente par le P. Manuel da Costa et y ajoutant, pour la publication, plusieurs lettres de missionnaires.
En 1566 il est désigné pour succéder à Pedro Juan Perpiñán dans la chaire d'éloquence du Collège romain, et il la remplit, pendant six ans, avec un grand succès. Il est ordonné prêtre le 9 juin 1571.
En 1573 le Supérieur général nouvellement élu, Everard Mercurian le charge d'écrire une nouvelle biographie de Saint Ignace de Loyola. Elle sera publiée en 1585 et fera autorité pendant deux siècles.
Le cardinal Henri de Portugal, charmé de la beauté de son style latin, l’appelle à Lisbonne pour y travailler à l’Histoire générale des Indes, sur les documents conservés dans les archives publiques. Le jésuite se rend à l'invitation du prince, qui l'accueillit avec distinction et lui fournit tous les secours nécessaires pour ce travail. En 1584, après la mort de Henri, Maffei est de retour en Italie. Les quinze années suivantes de sa vie sont difficiles. Il ne se sent pas compris à Rome. Il fut un temps accusé d'être complice d'une campagne de lettres anonymes dénigrant aux yeux du pape le gouvernement de Mercurian. On le rencontre à Plaisance, Milan, Pérouse, Sienne, etc. Quand il ne peut éviter Rome il réside à Tivoli ou Frascati.
Avec l'arrivée de Claudio Acquaviva, élu en 1581 Supérieur Général, la situation s'améliore. À la demande du nouveau général il écrit une série de vie de saints. Et surtout il met en chantier une histoire du pontificat de Grégoire XIII. «Impossible d'écrire la vérité sans heurter les sentiments de beaucoup» écrit-il. Il se fait des ennemis parmi les opposants de Grégoire XIII, et demande à être relevé de cette mission (1593). Acquaviva insiste pour qu'il continue. Le travail, achevé en 1597, ne sera imprimé qu'en 1742.
Tombé malade, il est transporté, par le conseil des médecins, à Tivoli, pour y respirer un air plus pur. Malgré tous les soins qui lui sont prodigués, il y meurt, le 19 octobre 1603.

## Œuvres
Tous les ouvrages de Maffei sont écrits avec une simplicité et un naturel très-remarquables. Il travaillait néanmoins péniblement ; et l'on assure qu'il passait des journées entières à polir quelques phrases. Il était très-délicat sur le choix et l'emploi des mots ; mais on peut regarder comme une fable ce qu'on a dit, qu'il avait obtenu du pape la permission de réciter le bréviaire en grec, parce qu'il était choqué du mauvais style du bréviaire romain. Il avait entrepris un prodigieux ouvrage sur la matière grammaticale, où il voulait fixer le temps de l'origine de chaque mot latin, et celui où il avait été en usage, en indiquant les orateurs, les poëtes, les historiens et les philosophes qui les avaient employés (Mélanges de Michault, t. 2, p. 8). Le plus célèbre ouvrage de Maffei est Historiarum Indicarum libri XVI, Florence, 1588 ; Cologne, 1589 ; ibid., 1593 , in-fol. Cette édition est la meilleure. Cette Histoire a été mal traduite en français par Arnaud de la Borie, et par l'abbé de Pure ; elle l'a été beaucoup plus heureusement en italien par Francesco Serdonati, Florence ou Venise, Giunti, 1589, in-4 °; Bergame, 2 vol., 1749, in-4°, bonne édition. Le style fait le principal mérite de cet ouvrage. L'auteur s'y montre d'ailleurs très-crédule, et fort mauvais politique. On trouve à la suite quatre livres de Lettres écrites des Indes par les missionnaires, et traduites en latin par Maffei. On a encore de lui :
- Histoire des choses memorables, sur le faict de la religion chrestienne , dictes et exécutées és pays & royaumes des Indes orientales. Par ceux de la compagnie du nom de Jésus, depuis l'an 1542. jusques à present. Avec certaines epistres notables, & concernantes l'estat des affaires du pays de Japon. Traduit du latin de Jean Pierre Maffeo, en françois. Par M. Edmond Auger de la Compagnie du nom de Jesus... [« Historia rerum a Societate Jesu in Oriente gestarum »]  (trad. du latin par Émond Auger), Lyon, Benoist Rigaud, 1571, 233 p. (lire en ligne sur Gallica).
- De vita et moribus Ignatii Loiolae libri tres, Venise, 1585, in -8°; livre souvent réimprimé, et dont la meilleure édition est celle de Padoue, Comino, 1727, petit in-8° ; traduit en français par Michel d'Esne, 1594 , in -8°.
- Le Vite de SS. confessori, Rome, 1601, in-4°.
- Gli Annali di Gregorio XIII. Maffei laissa imparfait cet ouvrage dont les matériaux furent remis à Paul Teggia, qui mourut en 1620, avant de l'avoir terminé : il fut enfin publié à Rome en 1742, 2 vol. in-4°., par Charles Coquelines, qui y ajouta une savante Préface et un Recueil des actions mémorables de ce pontife.

Les ouvrages de Maffei, écrits en latin, ont été recueillis à Bergame, 1746, 2 vol. in-4°, par les soins de l'abbé Pierre-Antoine Serassi, qui a fait précéder cette édition d'une Vie de l'auteur, dont Tiraboschi a donné l'analyse dans la Storia della letterat. italiana, t. 7, p. 1023.
- De vita et moribus Ignatii Loiolae qui Societatem Iesu fundavit, Venise, Gabriele Giolito de' Ferrari, 1585 (lire en ligne).
- Historiarum Indicarum libri XVI, Florence, Filippo Giunta, 1588 (lire en ligne).
- Vita Ignatii Loiolae qui societatem Jesu fundavit, postremo regognita. Auctore Joanne Petro Maffeio presbytero societatis ejusdem, Bordeaux, Simon Millanges, 1589 (lire en ligne).
- Vita di tredici confessori di Christo, Brescia, Vincenzo Sabbio, 1595 (lire en ligne).
- Degli annali di Gregorii XIII, Pontifice massimo, Rome, 1742.
- Historiarum ab excessu Gregorii XIII libri tres Sixti Quinti pontificatum complexi, Bergame,  Pietro Lancellotti, 1746 (lire en ligne).